# العلاقات النمساوية التونسية
العلاقات النمساوية التونسية هي العلاقات الثنائية التي تجمع بين النمسا وتونس.

## مقارنة بين البلدين
هذه مقارنة عامة ومرجعية للدولتين:
| وجه المقارنة                                              | النمسا                                                    | تونس                                       |
| --------------------------------------------------------- | --------------------------------------------------------- | ------------------------------------------ |
| المساحة (كم2)                                             | 83.86 ألف                                                 | 163.61 ألف                                 |
| عدد السكان (نسمة)                                         | 8.81 مليون                                                | 11.53 مليون                                |
| الكثافة السكانية (ن./كم²)                                 | 105.06                                                    | 70.47                                      |
| العاصمة                                                   | فيينا                                                     | تونس                                       |
| اللغة الرسمية                                             | اللغة الألمانية، لغة الإشارة النمساوية ‏                   | اللغة العربية                              |
| العملة                                                    | يورو، شلن نمساوي، رايخ مارك، شلن نمساوي                   | دينار تونسي                                |
| الناتج المحلي الإجمالي (بليون دولار)                      | 416.60 مليار                                              | 40.26 مليار                                |
| الناتج المحلي الإجمالي (تعادل القوة الشرائية) بليون دولار | 426.99 مليار                                              | 129.05 مليار                               |
| الناتج المحلي الإجمالي الاسمي للفرد دولار أمريكي          | 43.77 ألف                                                 | 3.87 ألف                                   |
| الناتج المحلي الإجمالي للفرد دولار أمريكي                 | 47.68 ألف                                                 | 11.44 ألف                                  |
| مؤشر التنمية البشرية                                      | 0.885                                                     | 0.721                                      |
| رمز المكالمات الدولي                                      | +43                                                       | +216                                       |
| رمز الإنترنت                                              | .at                                                       | .tn                                        |
| المنطقة الزمنية                                           | توقيت وسط أوروبا، ت ع م+01:00، ت ع م+02:00، أوروبا/فيينا ‏ | ت ع م+01:00، توقيت وسط أوروبا، ت ع م+02:00 |

## مدن متوأمة
في ما يلي قائمة باتفاقيات التوأمة بين مدن نمساوية وتونسية:
- ترتبط لينتس مع قابس باتفاقية توأمة منذ 6 مايو 1983.[21]
- ترتبط فيينا مع تونس باتفاقية توأمة منذ 20 نوفمبر 1990.

## منظمات دولية مشتركة
يشترك البلدان في عضوية مجموعة من المنظمات الدولية، منها:
| علم المنظمة | اسم المنظمة                               | تاريخ انضمام النمسا | تاريخ انضمام تونس |
| ----------- | ----------------------------------------- | ------------------- | ----------------- |
|             | يونسكو                                    | 13 أغسطس 1948       | 8 نوفمبر 1956     |
|             | الفريق المعني برصد الأرض                  | ?                   | ?                 |
|             | مؤسسة التمويل الدولية                     | 28 سبتمبر 1956      | 25 يوليو 1962     |
|             | المركز الدولي لتسوية المنازعات الاستشارية | 24 يونيو 1971       | 14 أكتوبر 1966    |
|             | منظمة حظر الأسلحة الكيميائية              | ?                   | ?                 |
|             | مؤسسة التنمية الدولية                     | 28 يونيو 1961       | 30 ديسمبر 1960    |
|             | منظمة التجارة العالمية                    | ?                   | ?                 |
|             | وكالة ضمان الاستثمار متعدد الأطراف        | 16 ديسمبر 1997      | 7 يونيو 1988      |
|             | الاتحاد البريدي العالمي                   | ?                   | ?                 |
|             | الاتحاد الدولي للاتصالات                  | 1866                | 14 ديسمبر 1956    |
|             | منظمة الشرطة الجنائية الدولية             | ?                   | ?                 |
|             | الأمم المتحدة                             | 14 ديسمبر 1955      | 12 نوفمبر 1956    |
|             | البنك الدولي للإنشاء والتعمير             | 27 أغسطس 1948       | 14 أبريل 1958     |
|             | البنك الإفريقي للتنمية                    | ?                   | ?                 |

## وصلات خارجية
- موقع وزارة الخارجية النمساوية
- موقع وزارة الخارجية التونسية